# 카양겔주

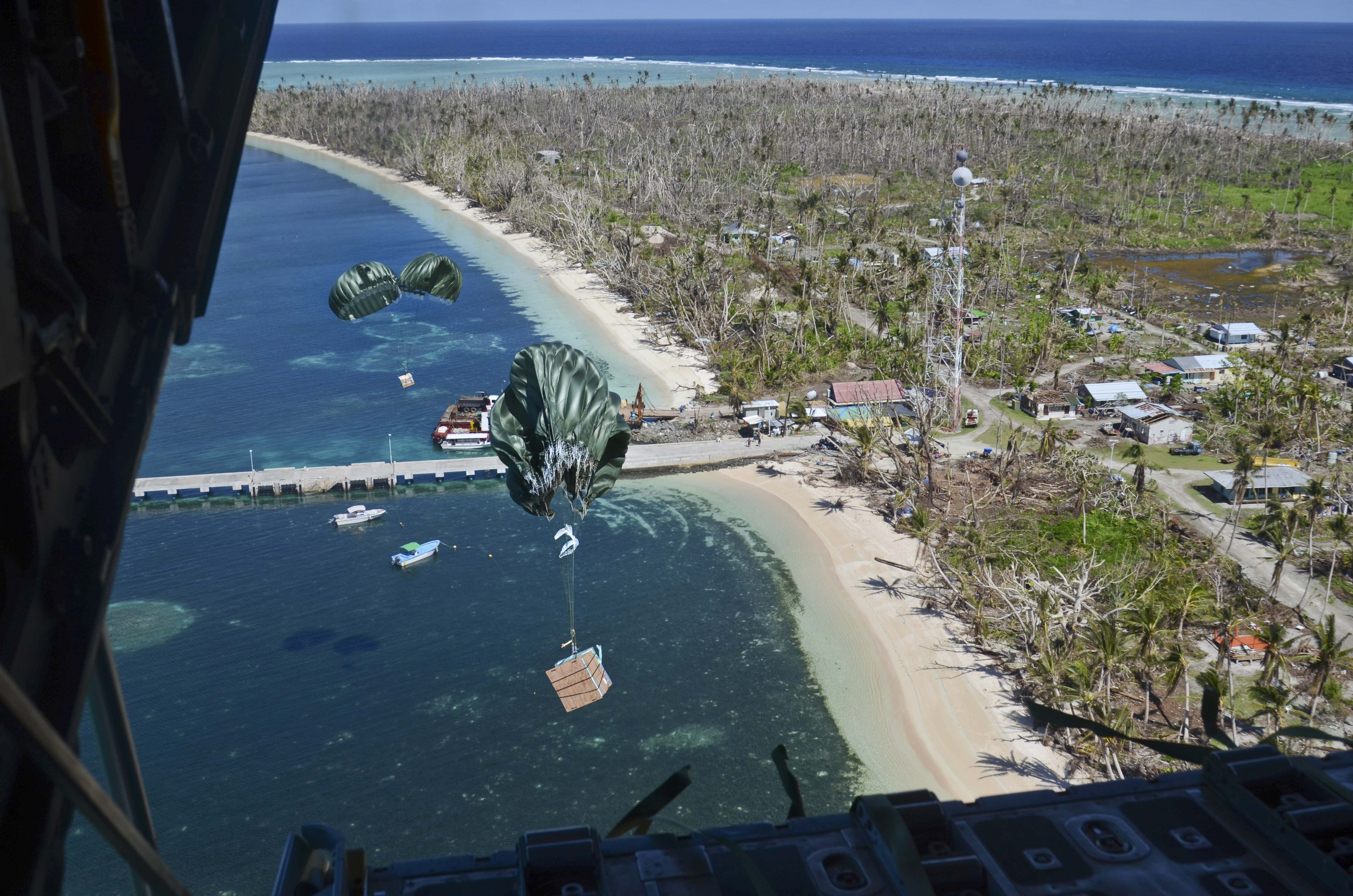
창공에서 촬영한 카양겔주 모습

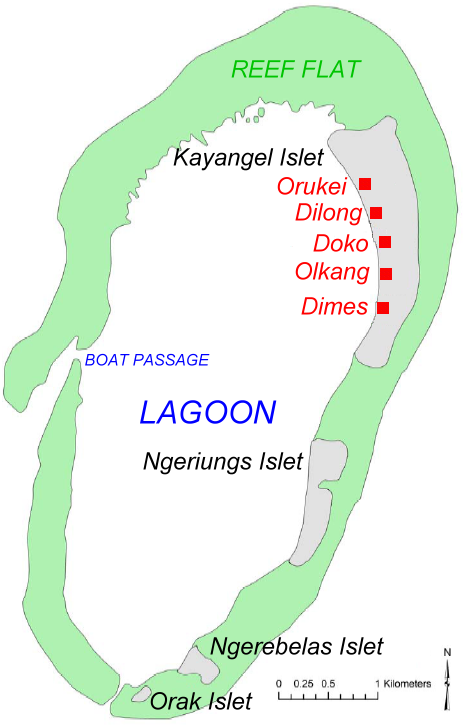
카양겔 환초

카양겔주(Kayangel)는 팔라우 최북단에 위치한 주로, 바벨다오브섬에서 북쪽으로 24km 정도 떨어진 곳에 위치한다. 면적은 1.4km2, 인구는 54명(2015년 기준)이다. 벨라스코 환초(Velasco Reef), 가루앙겔 환초(Ngaruangel), 카양겔 환초(Kayangel) 3개 환초로 구성되어 있으며 이 중 카양겔 환초에 있는 카양겔섬에만 사람이 산다. 나머지 섬은 무인도이며 해조류가 서식한다.